# 山下菜菜子
山下菜菜子（日语：／ Yamashita Nanako，1993年8月21日—），舊名新實菜菜子，日本偶像、演員，前寫真偶像。於三重縣出身。

## 生平
新實菜菜子起初對藝能界並沒有興趣，不過她的母親後來偷偷為她向事務所申請面試，通過甄選後順勢開始活動。2006年7月，她發表自己首部寫真DVD《菜菜醬 找到你了！》（ななちゃん　みーつけた！）。12月，她跟小林萬櫻等人共演的特攝片《聖少女戰士St.Valkyrie》（聖少女戦士 St.ヴァルキリー）開售，此一作品為之留下深刻印象。次年3月，她在寫真DVD《新實菜菜子 校園泳裝目錄》（新実菜々子　スクール水着カタログ）中以身穿紅色和白色泳衣的姿態上鏡。
2008年7月，她發表寫真DVD《JUICY》，觀眾能從中觀賞她身穿校服和比基尼的姿態。11月28日，她的寫真作品《競賽泳裝目錄》（競泳水着カタログ）開售，這部作品收錄了她身穿8種競賽泳裝後的樣子。2009年3月1日，她因違反事務所規定而被解約。為此，她決定此後聚焦於寫真偶像以外的其他活動。3個月後，她加入另一間事務所。2010年，新實參選《週刊少年Champion》所舉辦的第二屆「吉祥物少女大選 －高中生大會－」（マスコットガール選手権-高校生大会-）。
2011年4月6日，她在電影《手機女友》（携帯彼女）中登場。2017年3月29日，她以山下菜菜子的名義出演舞台劇《奮鬥吧 上班族》（ファイティングリーマン）。

## 外部連結
- 山下菜菜子的X（前Twitter）
- 山下菜菜子的Ameblo網誌 （页面存档备份，存于）